# Pelagomonadaceae
 (février 2022).
Famille
Les Pelagomonadaceae sont une famille d'algues de l'embranchement des Ochrophyta  de la classe des Pelagophyceae et de l’ordre des Pelagomonadales. Le genre type Pelagomonas fut découvert dans le nord de l'Océan Pacifique.

## Étymologie
Le nom vient du genre type Pelagomonas, dérivé du grec πελαγοσ / pelagos, « pleine mer ; haute mer »  , et μονασ / monas, « seul, solitaire, isolé », littéralement « monade de haute mer », en référence à la découverte de cet organisme dans le picoplancton océanique.

## Liste genres
Selon AlgaeBase (23 février 2022) et GBIF (23 février 2022) :
- Aureococcus Hargraves & Sieburth, 1988
- Chrysophaeum I.F.Lewis & H.F.Bryan, 1941
- Pelagococcus R.E.Norris, 1977
- Pelagomonas R.A.Andersen & G.W.Saunders, 1993 - genre type